# Fürstentum Dukagjini
Das Fürstentum Dukagjini (albanisch Principata e Dukagjinit) war ein von 1387 bis ca. 1479 bestehendes Fürstentum, das in seiner maximalen Ausdehnung in den nordalbanischen Gebieten von Nordwesten von Oberzadrima bis Nderfandina im Nordosten bis zu dem Punkt, an dem der Schwarze Drin in den Weißen Drin mündet, einschließlich der Dukagjinebene (alb. Rrafshi i Dukagjinit) im heutigen West-Kosovo. „Provinz Dukagjin“ wurde jedoch erst in der osmanischen Zeit und später noch als Toponym verwendet. Im Mittelalter wurde diese Region Pulatum (alb. Pulti) genannt und in oberes Pulatum und unteres Pulatum unterteilt. Die Dukagjini sind jedoch auch in der albanischen Stadt Ulcinj im heutigen Montenegro dokumentiert.

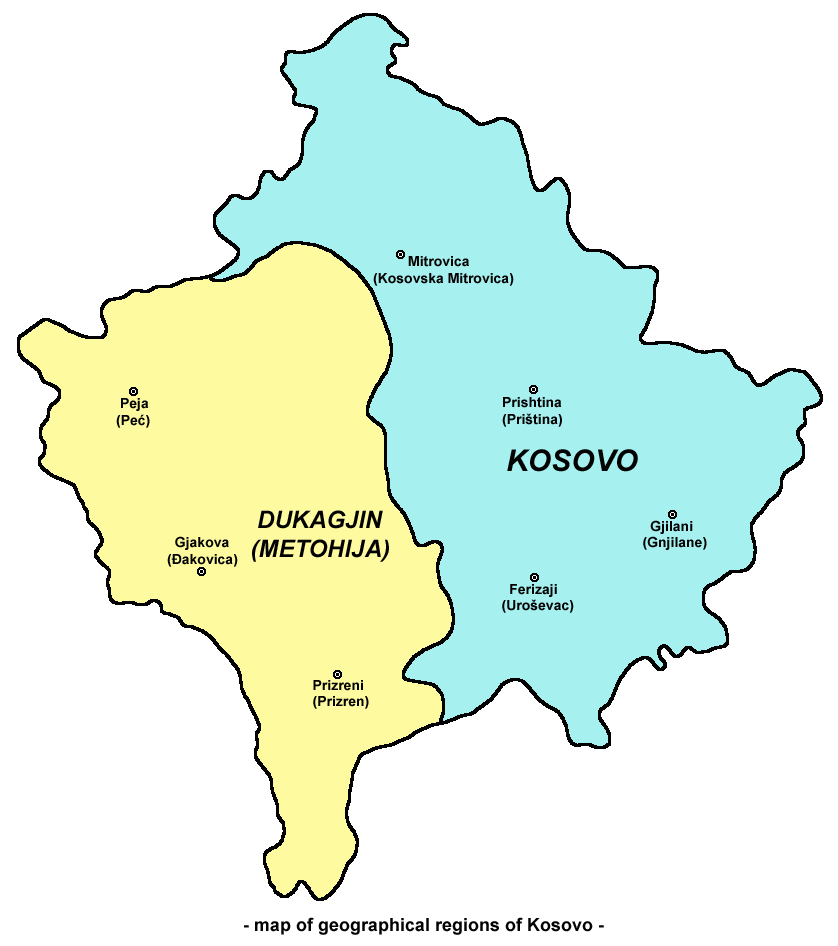
Dukagjinebene oder Metochien (gelb) innerhalb des Kosovo

Das politische Zentrum des Fürstentums Dukagjini war bis 1393 Lezha als es unter osmanischem Druck an Venedig abgegeben wurde. Danach wurde das Zentrum nach Sarda verlegt.
Als Serbien nach dem Tod Zar Dušan (1355) auseinanderbrach, bildete sich um Lezha herum die serbische Herrschaft der Balšić-Familie. 1387 lösten sich die Brüder Pal und Lekë Dukagjini aus der Herrschaft der Balšić und machten Lezha zum Zentrum des kleinen albanischen Fürstentums Dukagjini. Später wurde es von Pals Nachkommen, Tanush Dukagjini und Pal II Dukagjini, regiert. 
Im Juni 1393 traten die Brüder Lezha an Venedig ab, das es bis 1478 behielt. Das schwer zugängliche gebirgige Hinterland im Osten blieb aber unter der Kontrolle der Dukagjini. 1398 unterstellte sich Tanush III., der Kleine (Sohn von Pal I.) den Osmanen, machte sich aber 1402 nach deren Niederlage bei Ankara und der Gefangennahme des Sultans Bayezid I. wieder von ihnen frei.
Die Hauptvertreter des Dukagjini-Stammes im 15. Jahrhundert waren Pal II. mit seinen Söhnen Lekë III. und Nikollë II. Dukagjini († 1454). Pal Dukagjini und sein Sohn Nikollë nahmen als Vasallen von Lekë Zaharia, dem Herrn von Sati und Danja, an Skanderbegs Versammlung von Lezha am 2. März 1444 teil. Lekë III. entschuldigte sich, weil er nicht an der Versammlung teilnehmen konnte.[31] Nach dem Tod Pals II. (1446) übernahm Lekë der Dukagjini und nahm Nikollë am Albanisch-Venezianischen Krieg (1447–1448) teil.
Pals II. Sohn, Lekë III. Dukagjini, ist eine der bekanntesten Persönlichkeiten in der Geschichte Albaniens.